# Waldighofen
Waldighofen – miejscowość i gmina we Francji, w regionie Grand Est, w departamencie Górny Ren.
Według danych na rok 1990 gminę zamieszkiwało 1048 osób, a gęstość zaludnienia wynosiła 253 osób/km² (wśród 903 gmin Alzacji Waldighofen plasuje się na 258. miejscu pod względem liczby ludności, natomiast pod względem powierzchni na miejscu 547.).